# گل‌کوب سینه‌سرخ
گل‌کوب سینه‌سرخ (نام علمی: Prionochilus thoracicus) نام یک گونه از سرده گل‌کوب‌های ده‌پر است.